# Pterolophia rugulosa
Pterolophia rugulosa är en skalbaggsart som beskrevs av Stefan von Breuning 1961. Pterolophia rugulosa ingår i släktet Pterolophia och familjen långhorningar. Inga underarter finns listade i Catalogue of Life.